# Arcus Novus
Arcus Novus – nieistniejący obecnie łuk triumfalny znajdujący się dawniej na via Lata (obecna via del Corso) w Rzymie, w miejscu północno-wschodniego narożnika dzisiejszego kościoła Santa Maria in Via Lata.
Łuk wzniesiony został w 293 roku, dla uczczenia dziesięciolecia panowania cesarza Dioklecjana. Do jego budowy, podobnie jak w późniejszym Łuku Konstantyna, użyto fragmentów wcześniejszych budowli. Łuk został rozebrany z rozkazu papieża Innocentego VIII w 1491 roku, w związku z budową nowego kościoła Santa Maria in Via Lata. Resztki fundamentów zniszczono ostatecznie podczas wykopalisk w 1523 roku.
Z łuku zachowały się reliefy, wykorzystane do udekorowania rzymskiej Willi Medici, a także znajdujące się obecnie we florenckich Ogrodach Boboli dwa piedestały, ozdobione płaskorzeźbami przedstawiającymi Wiktorie, Dioskurów i pojmanych barbarzyńców.